# Ben Davies
Benjamin Thomas Davies (* 24. dubna 1993 Neath) je velšský fotbalista. Nastupuje především na levém kraji obrany. Od roku 2012 hraje za velšskou reprezentaci, v niž odehrál 52 zápasů (k 15. listopadu 2020) a získal bronzovou medaili na mistrovství Evropy roku 2016. V letech 2012–2014 hrál za fotbalový klub Swansea, od roku 2014 je hráčem Tottenhamu Hotspur. V sezóně 2018/19 s klubem postoupil až do finále Ligy mistrů.

## Klubová kariéra
Davies je absolventem akademie Swansea City, velšského klubu ze Swansea, který hraje v systému anglické fotbalové ligy. Mezi roky 2001 a 2004 hrával v akademii dánského klubu Viborg FF, zatímco jeho rodina žila v Dánsku. Profesionálně debutoval ve Swansea City v zápase Premier League v sezóně 2012/13 proti West Hamu United. V lednu 2013 vstřelil svůj první profesionální gól při výhře 3:1 proti Stoke City
V červenci 2014 Davies přestoupil do Tottenhamu Hotspur za nezveřejněnou částku. V klubu debutoval v utkání Evropské ligy proti kyperskému týmu AEL Limassol. Většinu své kariéry v Tottenhamu strávil bojem s Dannym Roseem o místo v základní sestavě.

## Reprezentační kariéra
Davies se v mládí objevil ve velšském národním týmu do 19 let. Zapsal si starty v kvalifikaci na Mistrovství Evropy do 19 let 2012. Davies debutoval v seniorské reprezentaci proti Skotsku v kvalifikaci na Mistrovství světa ve fotbale 2014 v roce 2012. V dresu Walesu odehrál již více než 50 utkání.

## Statisitky

### Klubové
K 11. březnu 2021
| Klub              | Sezóna  | Liga           | Liga   | Liga | FA Cup | FA Cup | League Cup | League Cup | Evropské poháry | Evropské poháry | Celkem | Celkem |
| Klub              | Sezóna  | Liga           | Zápasy | Góly | Zápasy | Góly   | Zápasy     | Góly       | Zápasy          | Góly            | Zápasy | Góly   |
| ----------------- | ------- | -------------- | ------ | ---- | ------ | ------ | ---------- | ---------- | --------------- | --------------- | ------ | ------ |
| Swansea City      | 2012/13 | Premier League | 37     | 1    | 1      | 0      | 6          | 0          | —               | —               | 44     | 1      |
| Swansea City      | 2013/14 | Premier League | 34     | 2    | 0      | 0      | 0          | 0          | 7               | 0               | 41     | 2      |
| Swansea City      | Celkem  | Celkem         | 71     | 3    | 1      | 0      | 6          | 0          | 7               | 0               | 85     | 3      |
| Tottenham Hotspur | 2014/15 | Premier League | 14     | 0    | 2      | 0      | 4          | 0          | 9               | 0               | 29     | 0      |
| Tottenham Hotspur | 2015/16 | Premier League | 17     | 0    | 2      | 0      | 0          | 0          | 8               | 0               | 27     | 0      |
| Tottenham Hotspur | 2016/17 | Premier League | 23     | 1    | 4      | 1      | 2          | 0          | 5               | 0               | 34     | 2      |
| Tottenham Hotspur | 2017/18 | Premier League | 29     | 2    | 3      | 0      | 1          | 0          | 5               | 0               | 38     | 2      |
| Tottenham Hotspur | 2018/19 | Premier League | 27     | 0    | 1      | 0      | 3          | 0          | 9               | 0               | 40     | 0      |
| Tottenham Hotspur | 2019/20 | Premier League | 18     | 0    | 0      | 0      | 1          | 0          | 3               | 0               | 22     | 0      |
| Tottenham Hotspur | 2020/21 | Premier League | 19     | 0    | 3      | 0      | 2          | 1          | 12              | 0               | 36     | 1      |
| Tottenham Hotspur | Celkem  | Celkem         | 147    | 3    | 15     | 1      | 13         | 1          | 51              | 0               | 226    | 5      |
| Celkem            | Celkem  | Celkem         | 219    | 6    | 16     | 1      | 19         | 1          | 58              | 0               | 311    | 8      |

### Reprezentační
K 15. listopadu 2020
| Wales  | Wales  | Wales |
| Rok    | Zápasy | Góly  |
| ------ | ------ | ----- |
| 2012   | 2      | 0     |
| 2013   | 7      | 0     |
| 2014   | 3      | 0     |
| 2015   | 6      | 0     |
| 2016   | 10     | 0     |
| 2017   | 8      | 0     |
| 2018   | 7      | 0     |
| 2019   | 9      | 0     |
| 2020   | 6      | 0     |
| Celkem | 58     | 0     |

## Ocenění
Swansea City
- EFL Cup: 2012/13[3]

Tottenham Hotspur
- EFL Cup: 2014/15 (2. místo)
- Liga mistrů UEFA: 2018/19 (2. místo)[4]
- Evropská liga UEFA: 2024/25

Wales
- Mistrovství Evropy: 2016 (3. místo)